# Takai-gun

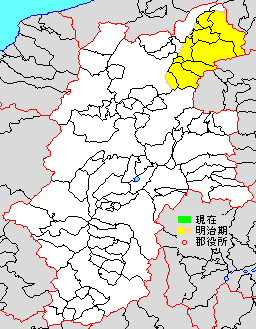
Takai (gelb) im modernen Nagano (weiß) mit Gemeindegrenzen des 21. Jahrhunderts (schwarz)

Takai (japanisch 高井郡, Takai no kōri, moderne Lesung Takai-gun) war ein Kreis (kōri/-gun) im Nordosten der antiken japanischen Ritsuryō-Provinz Shinano. Er lag rechts am Unterlauf des Flusses (-gawa) Chikuma am Fuß der Berge (-san) Shirane und Naeba an der Grenze zu Kōzuke und Echigo.
In der frühen Neuzeit waren größere Teile von Takai Shogunatsland unter dem Nakano-daikan, andere Gebiete gehörten zu den Fürstentümern (-han) Matsushiro, Shiiya und Suzaka; letzteres hatte seinen Sitz in Suzaka im Süden des Kreises. Insgesamt erbrachte Takai zum Ende der Edo-Zeit ein Nominaleinkommen von rund 86.000 Koku. Zu Beginn der Meiji-Restauration wurde die Shogunatsdomäne 1868 Teil der Präfektur (-ken) Ina, diese und die Fürstenländer inkl. geistlicher Kleinterritorien u. ä. letztlich in Gesamtheit 1871/72 Teil von Nagano. Bei der Reaktivierung der Landkreise als moderne Verwaltungseinheit wurde Takai 1879 in die Kreise Ober- (Kami-) und Unter-Takai (Shimo-Takai) geteilt. Teile des Gebiets wurden in der zweiten Hälfte des 20. Jahrhunderts Teil der kreisfreien Städte (-shi) Suzaka, Nakano, Nagano und Iiyama.